# Georges Tron
Georges Tron, né le 1er août 1957 à Neuilly-sur-Seine, est un homme politique français.
Membre du RPR, de l'UMP puis de LR, il est maire de Draveil (Essonne) de 1995 à 2021 et député de l’Essonne entre 1993 et 2012.
Nommé secrétaire d'État chargé de la fonction publique en 2010, il est chargé de la réforme des retraites dans la fonction publique. Il quitte cependant le gouvernement Fillon III l’année suivante en raison d’accusations d’agressions sexuelles et de viols portées par deux anciennes employées de sa commune.
Dans cette affaire, il est acquitté en première instance en 2018, mais reconnu coupable en appel en 2021 pour les accusations de l'une des plaignantes. Condamné à cinq ans d’emprisonnement, dont trois ferme, assortis d’une peine d'inéligibilité de six ans, il est incarcéré et démissionne de son mandat de maire. Il est libéré après un an de prison et est placé sous bracelet électronique.

## Situation personnelle

### Famille et vie privée
Né à Neuilly-sur-Seine, il est le fils de Claude Tron et Monique Gas.
Il est marié à Albane Jourdain de Thieulloy, qui a été présidente de la Société des amis du patrimoine draveillois[réf. nécessaire] (dissoute en 2020), avec qui il a trois filles.

### Formation
Il fait ses études secondaires au lycée Saint-Louis-de-Gonzague à Paris (promotion 1975), puis des études en droit public sanctionnées par une maîtrise.

### Carrière professionnelle
Embauché en 1982 comme chargé de mission au Conseil de Paris, il travaille auprès de Roger Romani, de Jacques Chirac, puis Édouard Balladur. Il quitte la mairie de Paris quand ce dernier, nommé ministre de l'Économie, des Finances et de la Privatisation, l'appelle à son cabinet, toujours en qualité de chargé de mission. En 1988, siégeant comme député de Paris, Édouard Balladur le choisit pour être son chef de cabinet durant la législature, puis comme conseiller lorsqu'il devient Premier ministre, en 1993.
Directeur de campagne d'Édouard Balladur pour l'élection présidentielle de 1995, il organise notamment pour celui-ci une opération de communication : après que son hélicoptère se fut posé près de Barbentane (Bouches-du-Rhône), le Premier ministre, perdu en rase campagne, est pris en stop, pour rejoindre son meeting, par une automobiliste qui se révèlera être une cousine de Georges Tron.
En 2009, il s'inscrit au barreau de Paris.

## Parcours politique

### Débuts
Georges Tron se présente aux élections municipales de 1989 sur la liste de Gilles de Robien, qui emporte la mairie d'Amiens. Élu conseiller municipal, il démissionne en cours de mandat.
En 1992, il s'implante politiquement en Essonne à la demande de Xavier Dugoin, président RPR du conseil général.

### Député et maire de Draveil
Le 28 mars 1993, il est élu député dans la 9e circonscription de l'Essonne face au socialiste sortant, Thierry Mandon.
Il préside l'Union des jeunes pour le progrès (UJP), mouvement des jeunes gaullistes, en 1993, puis est mis à l'écart des instances du RPR après la défaite d'Édouard Balladur. Il est ensuite membre fondateur de l'Union en mouvement (UEM), qui préfigure la création de l'UMP.
Lors des élections municipales de 1995 à Draveil, la liste qu'il conduit devance, dans une élection triangulaire, celle du maire divers droite sortant, Jean Tournier-Lasserve. Dans la ville voisine, Ris-Orangis, Thierry Mandon prend la mairie. L'opposition entre les deux hommes fait la une des médias nationaux quand Libération dévoile qu'une collaboratrice de Georges Tron a tenté d'encourager l'émeute des jeunes Rissois. Georges Tron est réélu maire en 2001 et 2008,. Il préside la communauté d'agglomération Sénart Val de Seine depuis 2003.
Les deux adversaires se retrouvent lors de la législative de 1997, dont Georges Tron sort vainqueur, le 1er juin 1997, avec 717 voix d'écart. Il est réélu le 17 juin 2002 avec 55,8 % des voix au second tour. Il est membre du groupe UMP. Lors des émeutes de 2005 dans les banlieues, il prône et applique dans sa commune la suppression des allocations familiales pour les parents d'enfants délinquants.
Secrétaire général adjoint chargé des élections de 2002 à 2005 à l'UMP, il est considéré ensuite dans son parti comme « villepiniste » (proche de l'ancien Premier ministre Dominique de Villepin), s'opposant régulièrement à la politique de Nicolas Sarkozy,.

### Secrétaire d'État à la fonction publique

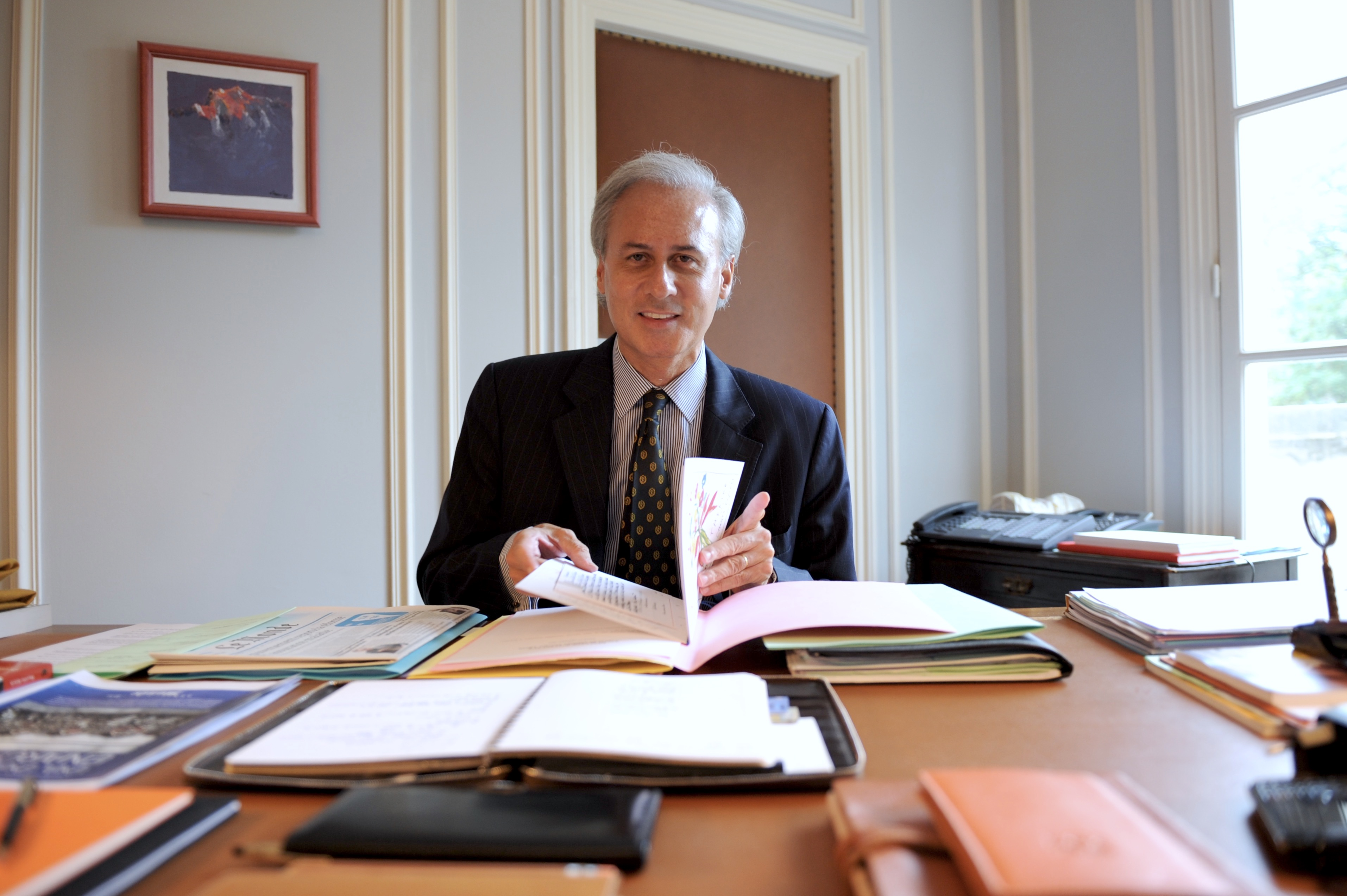
Georges Tron, Secrétaire d'État à la fonction publique, le 28 septembre 2010 à son bureau à Paris.

Secrétaire national chargé de la fonction publique à l'UMP depuis 2005, il est nommé, le 22 mars 2010, secrétaire d'État à la fonction publique (poste laissé vacant depuis juin 2009) dans le gouvernement François Fillon II, sous la tutelle d'Éric Woerth, ministre du Travail, de la Solidarité et de la Fonction publique. Cette nomination est analysée comme un moyen d'affaiblir Dominique de Villepin, lui y voyant un « geste d'apaisement ».
Ses premiers jours au ministère sont marqués par la révélation, par Le Canard enchaîné, du fait qu'il occupe toujours en 2010, dans le 15e arrondissement de Paris, un logement social de 118 m2, obtenu en 1992 sur le contingent de la mairie de Paris. En février 2011, les médias révèlent aussi que sa belle-sœur bénéficie d'un contrat subventionné destiné « aux personnes en grande difficulté » à Draveil, ville dont il est maire, alors qu'elle possède des maisons dont la valeur est évaluée entre 1,2 et 1,5 million d'euros.
Au sein du gouvernement Fillon III, Georges Tron est chargé de préparer la réforme des retraites dans la fonction publique. Aux côtés d'Éric Woerth, il applique le non-remplacement d'un fonctionnaire sur deux qu'il avait avancé en 2005, mais déclare en mars 2011 que ce mécanisme devra cesser en 2012. Son successeur François Sauvadet continuera de l'appliquer, tout en regrettant que le faible volume des départs en retraite ne permette plus de réduire, autant qu'il le juge nécessaire, les effectifs de la fonction publique. Il mène  la réforme des retraites et négocie avec les syndicats un accord sur la précarité des non-titulaires de la fonction publique.
Le 29 mai 2011, alors qu'il est accusé de viols, il est contraint de démissionner du gouvernement à la demande de François Fillon.

### Après son départ du gouvernement

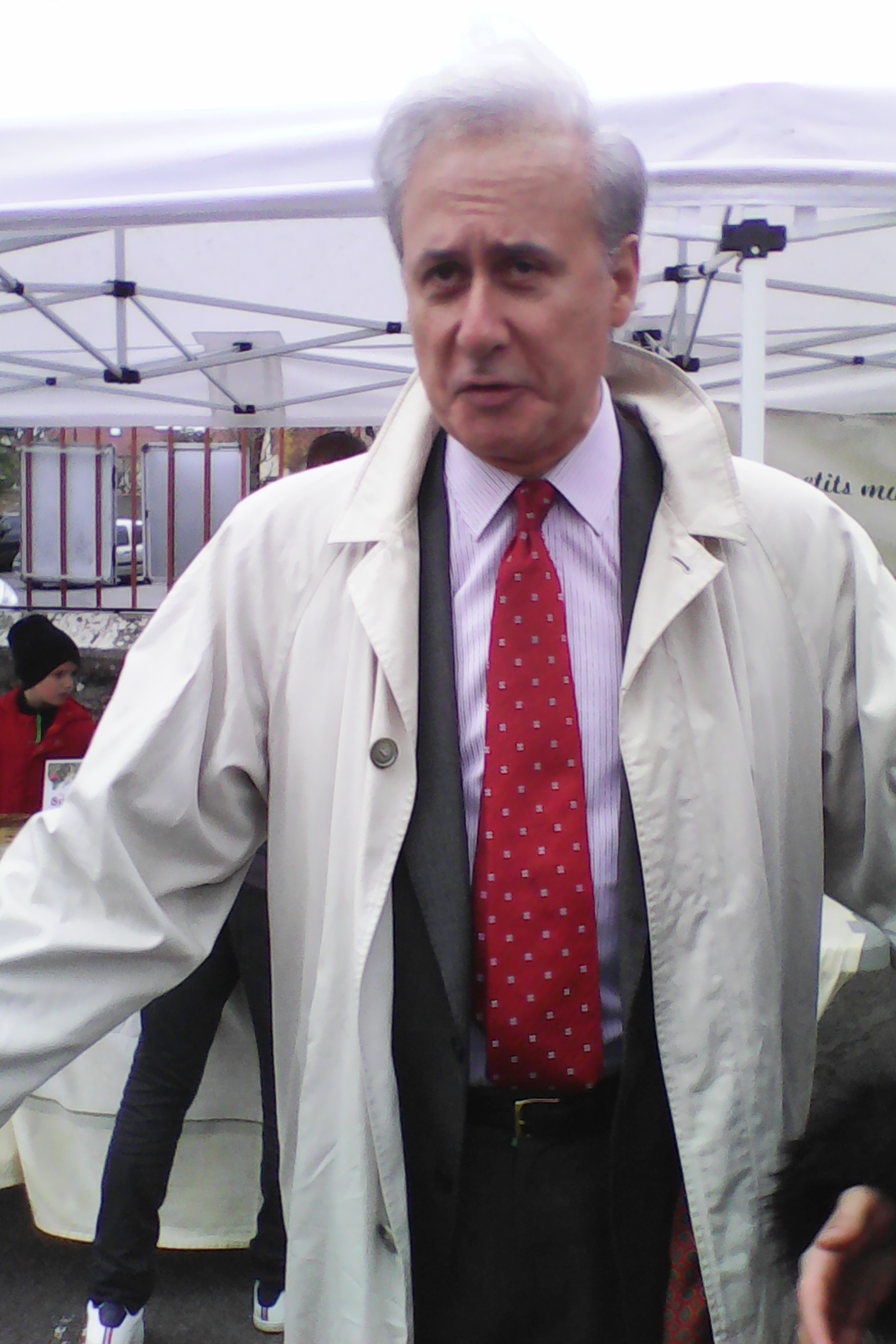
Georges Tron au marché de Noël de Draveil, en 2018.

Il retrouve automatiquement son siège de député le 30 juin 2011, un mois après sa démission du gouvernement. Le même jour, le bureau de l'Assemblée nationale lève son immunité parlementaire. Affaibli par les accusations de viol à son encontre, il est battu aux élections législatives de 2012 par le socialiste Thierry Mandon, qui obtient 56,75 % des suffrages,.
En 2014, sa liste rassemble 57,5 % des suffrages au premier tour de l'élections municipales de 2014  de Draveil, ce qui lui permet de conserver son fauteuil de maire.
Il est candidat dans le canton de Draveil lors des élections départementales de 2015, qu'il gagne. Pressenti pour prendre la tête du conseil départemental, il est battu par François Durovray lors d'une primaire interne. Georges Tron choisit néanmoins de se présenter à la présidence du conseil départemental, malgré un engagement antérieur à respecter les résultats de la primaire. Dans la foulée, il démissionne de la présidence de la fédération UMP de l'Essonne. Le jour de l'élection du président, il retire finalement sa candidature.
En juin 2016, il est investi par Les Républicains comme candidat aux élections législatives de 2017 dans la 9e circonscription de l’Essonne. Le fait qu'il soit parallèlement mis en examen pour l'affaire de viol suscite une polémique au sein du parti. Invoquant le non-cumul des mandats, il renonce finalement à se présenter.
Il est réélu maire en 2020, après que sa liste a obtenu 64,6 % des suffrages au premier tour des élections municipales. En mai 2021, après sa condamnation pour viol et son incarcération, il démissionne de ses mandats de maire et de vice-président de la communauté d'agglomération Val d'Yerres Val de Seine, mais reste conseiller municipal,. Son premier adjoint, Richard Privat, lui succède à la mairie.

## Affaire judiciaire
Adepte de réflexologie plantaire, Georges Tron est accusé en mai 2011, en pleine affaire Dominique Strauss-Kahn, de viols et d'agressions sexuelles : deux anciennes employées de Draveil (Virginie Ettel et Éva Loubrieu) déposent plainte en affirmant qu'il a profité — en compagnie de son adjointe à la culture, Brigitte Gruel — des séances de massage de pieds qu'il leur prodiguait pour leur imposer des rapports sexuels (attouchements et pénétrations digitales),. Georges Tron se défend en arguant d'un complot organisé par des membres locaux du Front national (dont Philippe Olivier) sur fond de spéculation immobilière à Draveil.
Le 22 juin 2011, il est mis en examen pour « viols et agressions sexuelles en réunion et par personne ayant autorité », et placé sous contrôle judiciaire. Les plaignantes sont menacées à plusieurs reprises. Le 10 décembre 2013, les juges d'instruction prononcent un non-lieu en sa faveur, conformément aux réquisitions du parquet d'Évry. Mais ce non-lieu est infirmé le 15 décembre 2014 par la cour d'appel de Paris, qui renvoie les accusés devant les assises. En avril 2015, la cour de cassation confirme l'arrêt de la cour d'appel de Paris.
À partir du 12 décembre 2017, Georges Tron comparaît pour « viols et agressions sexuelles en réunion » devant la cour d’assises de Seine-Saint-Denis, aux côtés de Brigitte Gruel,. Il est défendu par Éric Dupond-Moretti et son associé Antoine Vey. Pendant le procès, alors qu'il continue à clamer son innocence, il est dépeint comme autoritaire et séducteur, quatre de ses collaboratrices — outre les deux plaignantes — reconnaissant avoir eu des relations sexuelles avec lui,,. Alors que six ans de prison et cinq ans d'inéligibilité sont requis à son encontre, il est acquitté le 15 novembre 2018. Si la cour d'assises constate que Georges Tron et Brigitte Gruel ont bien « participé à des ébats sexuels en présence de tiers dans un climat général hypersexualisé », elle juge qu'il « n’a jamais été rapporté la preuve d’une contrainte ». Le parquet général de Paris fait appel de cette décision.

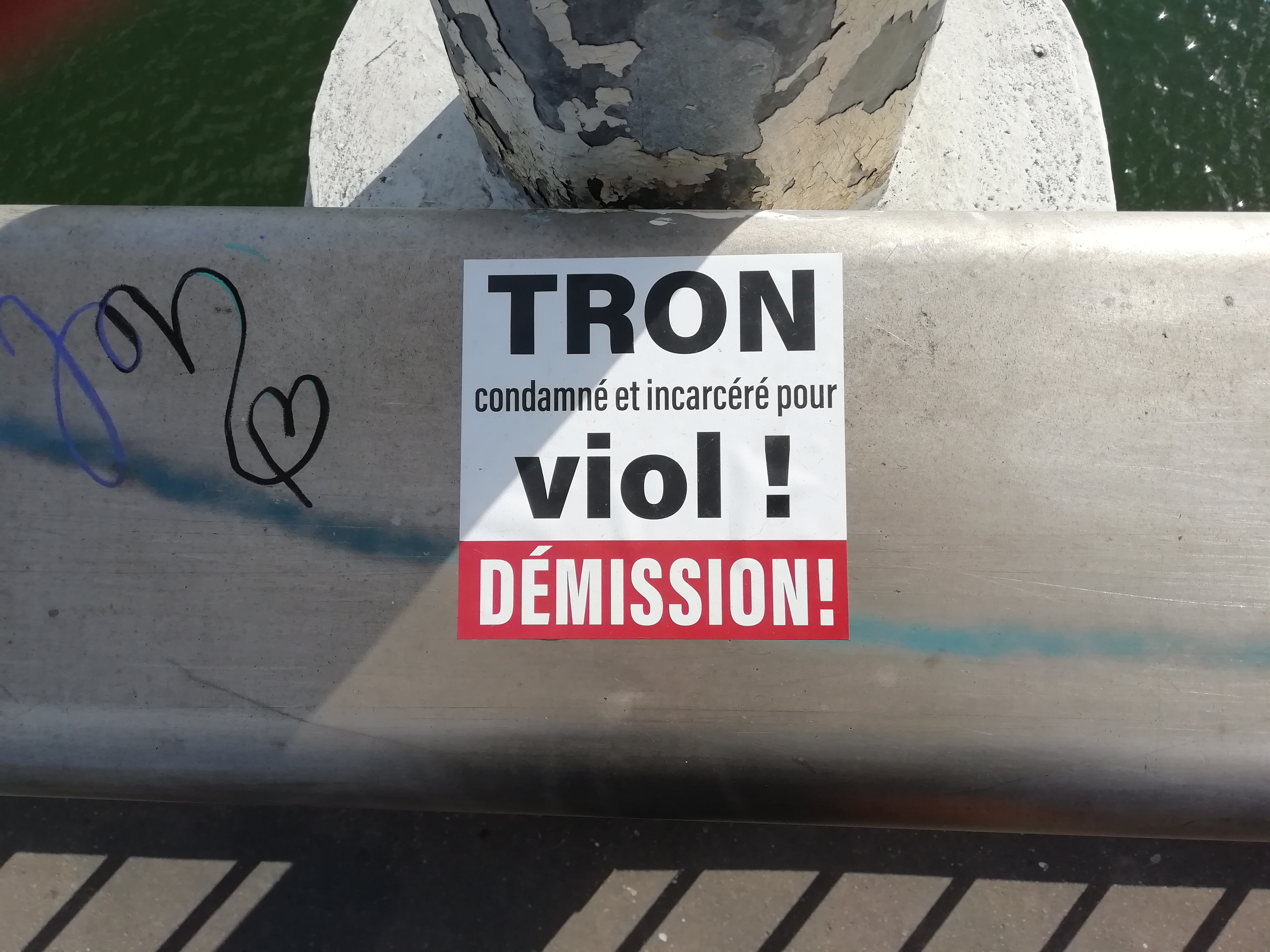
Autocollant demandant la démission de Georges Tron après sa condamnation (pont de la Première-Armée-Française de Juvisy-sur-Orge, avril 2021).

À la suite de l’appel interjeté par le parquet, un nouveau procès se tient au début de l’année 2021, devant la cour d’assises de Paris. Le 17 février, après onze heures de délibéré, la juridiction le déclare coupable de viol et d’agressions sexuelles sur l’une des deux plaignantes, Virginie Ettel, tout en l’acquittant  concernant les accusations de l’autre, Eva Loubrieu, et le condamne à cinq ans d’emprisonnement, dont deux avec sursis, assortis d’une peine d’inéligibilité de six ans et d'une inscription au fichier judiciaire automatisé des auteurs d'infractions sexuelles. Cette décision valant mandat de dépôt, il est placé en détention à la prison de la Santé, à Paris.
Son avocate Solange Doumic annonce le lendemain que Georges Tron se pourvoit en cassation. Sa décision lui permet de rester maire de Draveil depuis sa cellule, dans l'attente de la décision de la juridiction ; alors que cette situation suscite les critiques notamment de l'opposition et d’associations féministes, il finit par démissionner de ses mandats de maire de Draveil et de vice-président de l'intercommunalité le 25 mai suivant,.
Le 8 décembre 2021, son pourvoi en cassation est rejeté, ce qui rend sa condamnation définitive. Il annonce alors son intention de saisir la Cour européenne des droits de l'homme. Il est libéré de prison sous bracelet électronique le 29 mars 2022.
Une instruction pour subornation de témoin reste en cours,.

## Détail des mandats et fonctions
- 2 avril 1993 – 23 avril 2010 : député pour la 9e circonscription de l'Essonne
- 25 juin 1995 – 25 mai 2021 : maire de Draveil
- à partir de 2004 : président de la fédération UMP de l'Essonne
- 22 mars 2010 – 13 novembre 2010 : secrétaire d'État auprès du ministre du Travail, de la Solidarité et de la Fonction publique, chargé de la Fonction publique
- 14 novembre 2010 – 29 mai 2011 : secrétaire d'État auprès du ministre du Budget, des Comptes publics, de la Fonction publique et de la Réforme de l'État, chargé de la Fonction publique
- 30 juin 2011 – 19 juin 2012 : député pour la 9e circonscription de l'Essonne

### Littérature
- Olivier Adam, dans son roman La Renverse, s'inspire librement de l'affaire Georges Tron, sans s'y référer explicitement, pour créer une fiction qui s'en éloigne.